# Gwiazdozbiór Wilka
Wilk (łac. Lupus, dop. Lupi, skrót Lup) – jedna z konstelacji nieba południowego, 46. co do wielkości w całości widoczny na południe od równoleżnika 33° N. W Polsce widoczny częściowo późną jesienią i wczesną zimą. Jest jednym z 48 gwiazdozbiorów opisanych przez Ptolemeusza. Liczba gwiazd dostrzegalnych nieuzbrojonym okiem: około 70. Większość z nich należy do asocjacji młodych gwiazd OB Skorpiona-Centaura o wieku szacowanym na 16-20 milionów lat.

## Mity i legendy
Żadna z gwiazd w Wilku nie ma greckiej czy też łacińskiej nazwy własnej. Nie dziwi zatem brak mitów związanych z tą konstelacją.
Starożytni Grecy i Rzymianie widzieli w tej grupie jedynie obraz dzikiej bestii (gr. therion), która towarzyszyła centaurowi, dlatego często konstelacje te łączono ze sobą. Miało to być dzikie zwierzę bliżej niesprecyzowanego gatunku. Natomiast starożytni Babilończycy widzieli na niebie wizerunek wilka, odpowiadający współczesnej nazwie, nazywając gwiazdozbiór Ur-Idim (dziki pies). Eratostenes widział w niej bukłak na wino trzymany przez centaura; według innej wersji, że jest to zwierzę ciągnięte przez centaura w kierunku ołtarza. Z kolei Arabowie widzieli w tym obszarze nieba panterę. Według jednego z mitów greckich wyobraża arkadyjskiego króla Likaona, zamienionego w wilka, gdy ośmielił się wystawić na próbę Zeusa, podając mu podczas uczty ludzkie mięso.
Utożsamiany również z wilkiem złożonym w ofierze bogom Olimpu przez uczonego centaura Chirona.
Dążący do „chrystianizacji” nieba Julius Schiller chciał zastąpić Wilka Beniaminem, protoplastą jednego z dwunastu plemion Izraela.
Dopiero w Renesansie zaczęto na nowo dostrzegać w tym obszarze nieba postać dzikiego psa i jako pierwszy przedstawił je w ten sposób Johann Bayer w Uranometrii, opublikowanej w 1603 roku.

## Gwiazdy Wilka
W Wilku nie ma gwiazd pierwszej wielkości, ale za to jest sporo gwiazd 2. i 3. wielkości. Nietrudno je zauważyć pomiędzy Centaurem i Skorpionem, ale jakoś mało przypominają wilka. 
- Alfa (α) Lupi – olbrzym typu widmowego B o masie równej około 11 mas Słońca, ale świecący 20 tysięcy razy jaśniej od niego. Znajduje się około 515 lat świetlnych od Słońca[2]. Jest to gwiazda zmienna typu Beta Cephei o amplitudzie zmian blasku zaledwie 0,03m. Gwiazda czasem nazywana jest Kakkab (z arab. „gwiazda pozostała z rogatego byka”), którego Arabowie łączyli z dzisiejszym Centaurem[2].
- Beta (β) Lupi – również olbrzym klasy B, ale 8,8 razy masywniejszy od Słońca. Gwiazda o wieku około 25 milionów lat kończy etap zużywania wodoru, a następnie przejdzie do etapu czerwonego nadolbrzyma. Dalsze losy tej gwiazdy są niepewne. Są szanse na to, że wybuchnie w postaci supernowej typu II, ale możliwy jest scenariusz odrzucenia otoczki, w wyniku czego powstanie mgławica planetarna, a jądro gwiazdy zmieni się w białego karła[1].
- Gamma (γ) Lupi – świecąca na niebiesko gwiazda podwójna o okresie obiegu składników około 190 lat. Oba składniki, A i B, są typu widmowego B, z tym że składnik A (3m) to podolbrzym, składnik B jest zaś najpewniej karłem. Odległość między składnikami zmienia się znacznie, w granicach 41-128 au. Płaszczyzna orbity układu nachylona jest pod kątem pięciu stopni, ale to zbyt dużo, aby dało się obserwować ich wzajemne zaćmienia. Ostatnie zbliżenie gwiazd miało miejsce w 1885 roku, najdalej były w 1980 roku (około 0,7 sekundy łuku), kolejne minimalne zbliżenie ma nastąpić w roku 2075. Układ AB można rozdzielić za pomocą małego teleskopu. Składnik A jest w istocie również układem spektroskopowo podwójnym o okresie 2,8 dnia[1].
- Kappa (κ) Lupi, o składnikach wielkości 3,9 i 5,7, oraz ksi (ξ) Lupi, o składnikach wielkości 5,2 i 5,6 to gwiazdy podwójne łatwe do zaobserwowania małym teleskopem.
- Epsilon (ε) Lupi to gwiazda podwójna o składnikach trzeciej i dziewiątej wielkości gwiazdowej.
- Ksi Wilka to śliczna para niewiele różniących się jasnością białych gwiazd w ciasnym układzie podwójnym[2].

## Interesujące obiekty
Wilk zawiera sporo obiektów, które mogą zainteresować obserwatorów amatorów, chociaż nie aż tyle, ile można by się spodziewać ze względu na jego położenie w pobliżu Drogi Mlecznej. Powodem tego są po części liczne chmury ciemnego gazu i pyłu, które znajdują się w naszej Galaktyce w pobliżu Wilka, i dalsze obiekty.
- NGC 5986 to najbardziej efektowna gromada kulista. W 20-centymetrowym teleskopie widać całkiem wyraźne skupione pasmo mgły z bardzo bladymi gwiazdami[2].
- NGC 5822 (10,28m) to wielka gromada otwarta zawierająca ponad 100 gwiazd dziewiątej wielkości i słabszych. Leży w południowej części Wilka i jest widoczna przez lornetkę lub mały teleskop[3].
- Na granicy z Centaurem znajduje się gromada kulista NGC 5824 (α=15 h 3 min 58,6s; δ=−33°04′07″) o jasności 9,09m. Jej odkrycie przypisuje się niezależnie dwóm astronomom: Jamesowi Dunlopowi (1826) oraz Johnowi Herschelowi (1831).
- Na granicy z gwiazdozbiorem Węgielnicy znajduje się kolejna gromada kulista NGC 5927 (8,01m). Odkryta przez Jamesa Dunlopa znajduje się w odległości 25 tysięcy lat świetlnych.
- Na wschód od λ Lupi znajduje się mgławica planetarna NGC 5882 (9,4m), odkryta przez Johna Herschela w 1834 roku. Zdjęcie wykonane przez Kosmiczny Teleskop Hubble'a wskazuje, że obiekt tego typu nie musi być symetryczny[1].
- W pobliżu gwiazd τ1 i τ2 Lupi znajduje się kolejna mgławica planetarna IC 4406. Pozostałość po gwieździe podobnej do Słońca ma kształt zbliżony do torusa, w którym widoczne są ciemne pasma pyłu. Mgławica ma jasność 10,2m i jest ledwo widoczna przez 10-centymetrowy teleskop[1]. Natomiast w 20-centymetrowym widać ją jako stalowoszary owal z nieostrymi krawędziami. Mgławica siatkówka zawdzięcza swą nazwę pasmom ciemnego pyłu, które wyglądają jak naczynia krwionośne w ludzkim oku[2].
- W pobliżu znajduje się dość jasna galaktyka NGC 5643, która w 15-centymetrowym teleskopie wygląda jak okrągłe pasemko, blade i mgliste, ze śladem jasnej plamy w centrum[2].

W 1006 roku w gwiazdozbiorze rozbłysła jedna z najjaśniejszych supernowych, SN 1006. Liczni obserwatorzy w Chinach i Arabii byli tym zjawiskiem tak zafascynowani, że zaliczyli je do najważniejszych wydarzeń owych czasów. Największa jasność sięgała wielkość –9m, była widoczna w świetle dziennym przez kilka tygodni.